# Icod de los Vinos
Icod de los Vinos ist eine Gemeinde im Nordwesten der Kanareninsel Teneriffa mit 24.285 Einwohnern (Stand: 2024).

## Geographie

### Geographische Lage
Icod de los Vinos liegt 56 Kilometer westsüdwestlich von der Inselhauptstadt Santa Cruz de Tenerife. Nachbargemeinden sind La Guancha im Osten, La Orotava im Südosten, Santiago del Teide und Guía de Isora im Süden und Garachico im Westen.
Die Gemeinde Icod de los Vinos hat eine Fläche von 95,9 km² auf einer durchschnittlichen Höhe von 235 m über dem Meeresspiegel.

### Gemeindegliederung

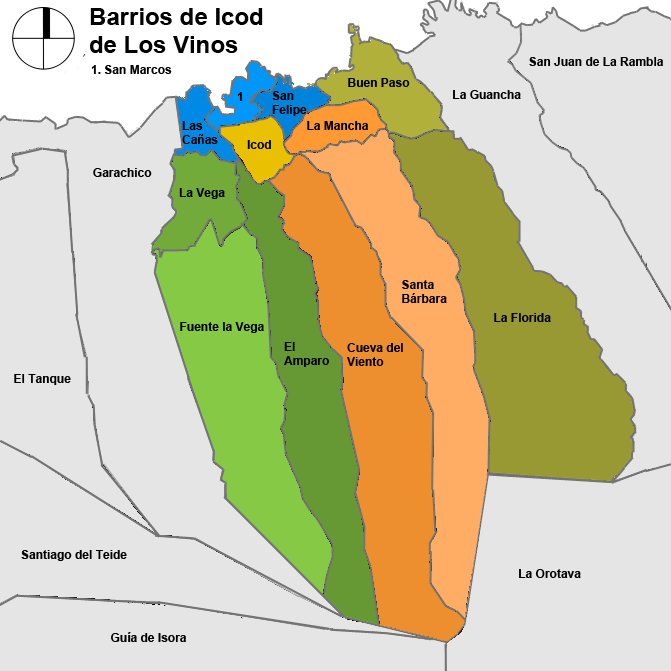
Ortsteile von Icod de los Vinos

Die Gemeinde Icod de los Vinos besteht aus zwölf Ortsteilen:
- Buen Paso (mit Hoya Ana Diaz)
- Cueva del Viento (mit La Candelaria, La Patita, Lomo Las Lajas, Los Piquetes und Pedregal)
- El Amparo
- Fuente la Vega (mit Cruz del Camino und Las Abiertas)
- La Florida
- La Mancha
- La Vega (mit El Molledo und Mirabal Alto)
- Las Cañas
- Icod de los Vinos
- San Felipe
- San Marcos
- Santa Bárbara (mit Llanito Perera und Penichet)

## Geschichte
Icod de los Vinos wurde 1496 von Konquistadoren gegründet, nachdem die gesamte Insel im Jahr zuvor vollständig von den Spaniern erobert worden war. Der Name leitet sich von Icod, einem ehemaligen Stammesgebiet der Guanchen auf dem Gebiet des heutigen Ortes ab. Der Zusatz „de los Vinos“, der ab dem sechzehnten Jahrhundert entstand und den Ort von Icod el Alto unterscheidet, kommt vom Weinanbau in der Gegend um Icod im Weinbaugebiet Ycoden-Daute-Isora, der bereits zur Gründungszeit des Ortes begann. Aufgrund der günstigen naturräumlichen Gegebenheiten wurde das Tal von Icod von Beginn an für die Landwirtschaft genutzt. Im sechzehnten und siebzehnten Jahrhundert wuchs der Ort und die wichtigsten Gebäude und Kirchen entstanden. 1676 zählte Icod de los Vinos etwa 3000 Einwohner.
1812 wurde der Ort zum Hauptort des Bezirks Daute ernannt, was 1826 auch vom spanischen König Fernando VII. beschlossen und 1833 endgültig festgelegt wurde. Seit dem 20. Jahrhundert führt Icod de los Vinos den seit Gründung des Ortes wichtigen Wein sowie den bekannten Drachenbaum Drago Milenario im Wappen.

## Sehenswürdigkeiten
In Icod de los Vinos steht der Drago Milenario, der bekannteste Drachenbaum, zumindest der Kanaren. Noch bis vor kurzem nahm man an, er sei rund 3000 Jahre alt, nach neueren Erkenntnissen wird sein Alter jedoch auf etwa 400 Jahre geschätzt. In der Nähe befindet sich das Schmetterlingshaus Mariposario del Drago.

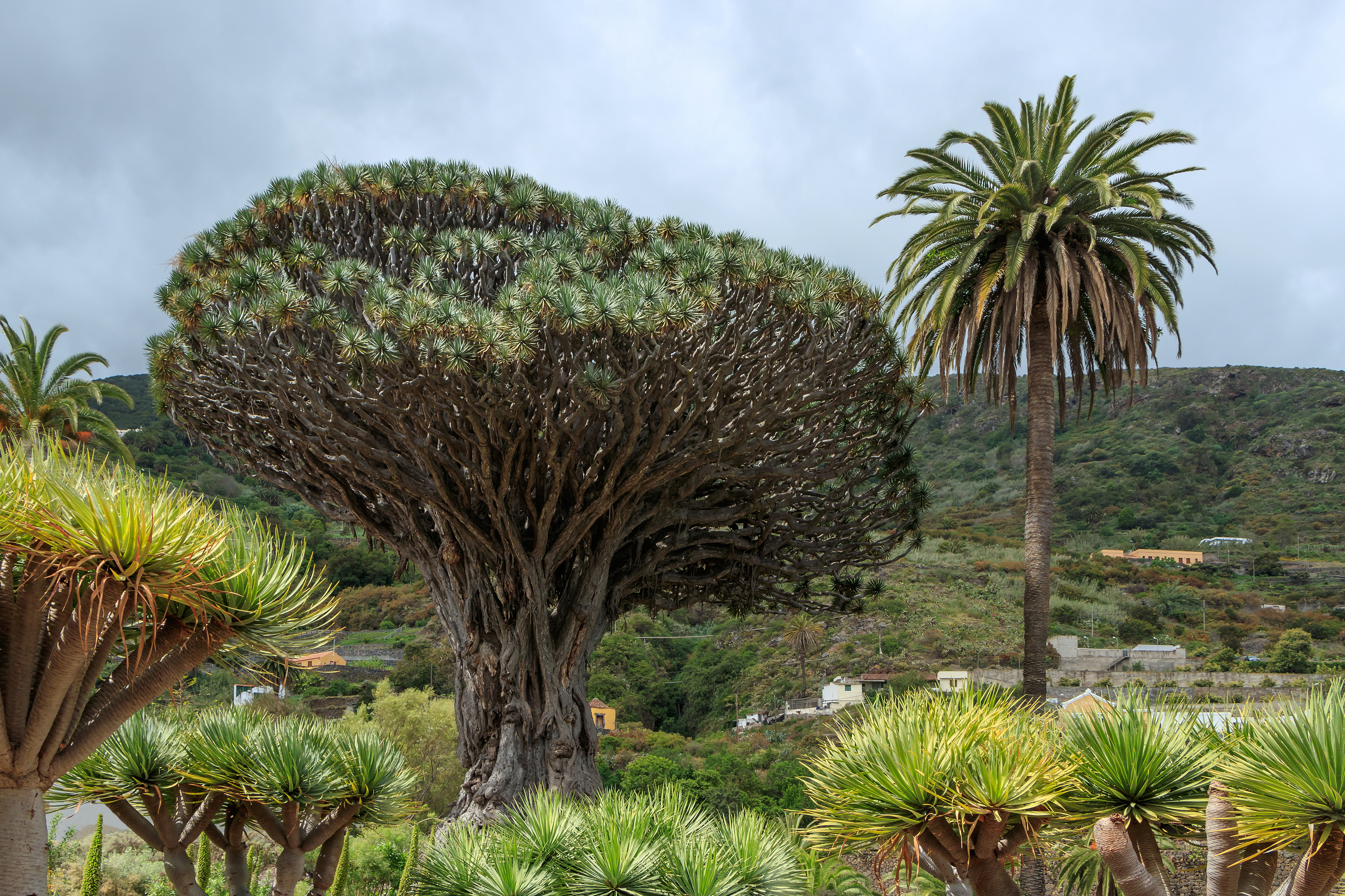
Drachenbaum Drago Milenario in Icod de los Vinos

Oberhalb der Parkanlage mit dem Drachenbaum steht die Iglesia de San Marcos, die im 16. Jahrhundert erbaut wurde. Die mehrfach vergrößerte Kirche weist ein bemerkenswertes Renaissanceportal auf. Die Kirchendecke aus Tea, dem Kernholz der Kanarischen Kiefer wurde im 16. Jahrhundert eingezogen. Der Barockaltar ist mit silbernen Ornamenten geschmückt. Das filigrane Silberkreuz stammt aus Kuba.
Im Ortsteil Santa Bárbara befindet sich das Puppenmuseum ARTlandya für Charakterpuppen 42 verschiedener international bekannter Puppenkünstler. Zusätzlich gibt es eine Teddyausstellung verschiedener Teddydesigner. Das Museum befindet sich in alten renovierten kanarischen Steinhäusern, auf einer Finca mit tropischem Garten.
Die Cueva del Viento ist eine der längsten Lavahöhlen der Welt.
Im Ortsteil San Marcos befindet sich die Playa de San Marcos, ein Strand aus schwarzem Vulkansand.

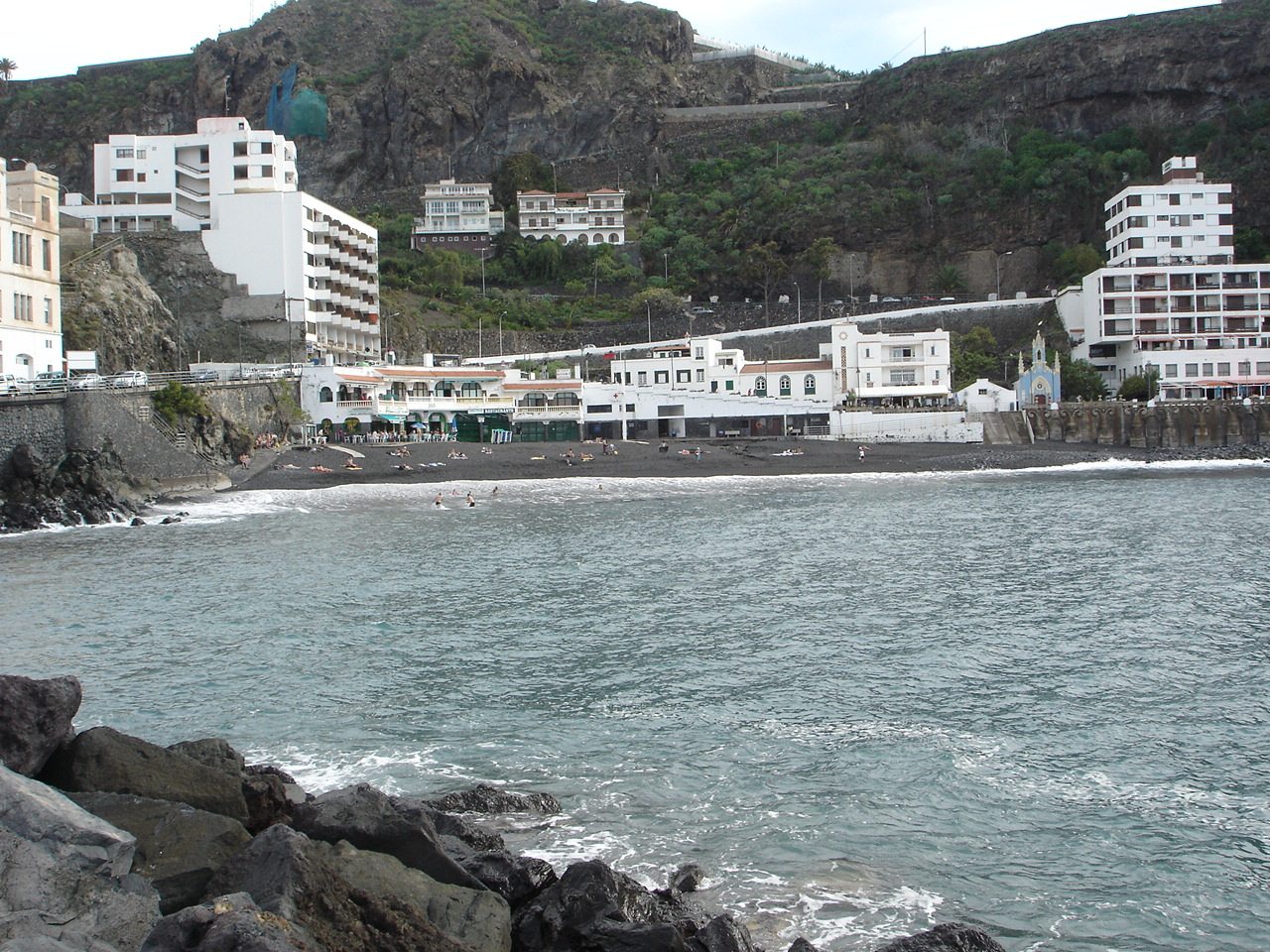
Playa de San Marcos

## Verkehr
Icod de los Vinos ist mit Santa Cruz de Tenerife und Puerto de la Cruz über die ab Los Realejos als Nordautobahn ausgebaute Straße TF-5 verbunden. Die TF-5 führt in südlicher Richtung weiter nach El Tanque, über den Pass von Erjos kann man von El Tanque aus die Südautobahn TF-1 bei Santiago del Teide erreichen. In Icod befindet sich ein Busbahnhof (Estacion de guaguas de Icod de los Vinos).

## Einwohnerentwicklung
| Jahr | Einwohner |
| ---- | --------- |
| 1860 | 5.414     |
| 1900 | 7.282     |
| 1930 | 12.124    |
| 1960 | 18.019    |
| 1970 | 24.949    |
| 1990 | 22.449    |
| 2000 | 19.977    |
| 2005 | 24.290    |
| 2010 | 24.231    |
| 2014 | 22.913    |
| 2016 | 22.606    |
| 2019 | 23.254    |

## Politik
Seit 1979 wird die Gemeinde von demokratisch gewählten Bürgermeistern verwaltet.
| Jahr      | Bürgermeister                  | Partei                                         |
| 1979–1983 | Carmelo Méndez Quintero        | Asamblea Icodense (AI)                         |
| 1983–1991 | Carmelo Méndez Quintero        | Partido Socialista Obrero Español (PSOE)       |
| 1991–2007 | Juan José Dorta Álvarez        | Partido Socialista Obrero Español (PSOE)       |
| 2007–2011 | Diego Afonso Guillermo         | Coalición Canaria (CC)                         |
| 2011–2015 | Juan José Dorta Álvarez        | Partido Socialista Obrero Español (PSOE)       |
| 2015–2017 | Francisco Javier González Díaz | Coalición Canaria (CC)                         |
| 2017–2019 | José Ramón León                | Somos Icodenses (IC)                           |
| 2019–2023 | Francisco Javier González Díaz | Coalición Canaria (CC)                         |
| seit 2023 | Javier Sierra Jorge            | Partido Socialista Obrero Español (AICOD-PSOE) |

Im Jahr 2007 wurde der CC-Bürgermeister im Rahmen einer Vereinbarung mit der PP gewählt.
Ende 2016 wurde der ehemalige Bürgermeister Juan José Dorta Álvarez (PSOE) wegen mehrfachen Amtsmissbrauchs von 2003 bis 2007 zu einem Jahr Haft auf Bewährung verurteilt, ebenso acht seiner damaligen Stadträte.
Am 17. August 2017 wurde der Bürgermeister Francisco Javier González Díaz (CC) per Misstrauensantrag vom Gemeinderat abgewählt. Durch eine Kooperation mit den Ciudadanos kam er 2019 zurück in das Amt.